# Kizaki Jessica
Kizaki Jessica (希崎 ジェシカ 10 tháng 6 năm 1989 –) là một tarento và nữ diễn viên khiêu dâm người Nhật Bản. Cô thuộc về công ti Duo Entertainment.

## Sự nghiệp
2008 - Cô ra mắt ngành thần tượng áo tắm trong ấn bản tháng 8 của tạp chí "Tập đoàn cô gái da trắng" (白娘隊) của Bejean.
6/6/2008 - DVD ảnh đầu tiên của cô "Kiểm tra thể chất học sinh trung học" (現役高校生身体検査) được phát hành.
2008 -  Ảnh áo tắm khỏa thân hoàn toàn đầu tiên của cô được đăng trong ấn bản tháng 10 của tạp chí The Best MAGAZINE ORIGINAL.
1/9/2008 - Cô ra mắt ngành phim khiêu dâm với phim "FIRST IMPRESSION 38 Kizaki Jessica".
2009 - Cô xuất hiện trong Onedari!! Muscats với tư cách là thành viên hai năm của Ebisu Muscats.
9/10/2010 -  Cô xuất hiện với tư cách khách mời đại diện cho Ebisu Muscats trong chương trình Mecha2Iketeru!.
2011 - Cô cùng Yokoyama Miyuki và Kishi Aino hợp tác để xuất bản bài hát "Bên cạnh em" (そばにいてね/ Soba ni ite ne).
7/3/2011 -  Cô nhận giải Livedoor tại Giải thưởng truyền hình phim khiêu dâm SkyPerfecTV! 2011.
5/1/2012 - Cô xếp thứ 17 trong cuộc bầu cử nữ diễn viên khiêu dâm trong dự án kỉ niệm 30 năm phim khiêu dâm (AV30)
2016 - Cô chuyển sang công ti S1.
2018 - Cô kỉ niệm năm thứ 10 trong ngành phim khiêu dâm và được đề cử trong Giải thưởng phim người lớn DMM R-18. Phim thứ 100 của cô cũng sẽ được xuất bản bởi hãng Idea Pocket.
6/2019 - Cô thông báo sẽ nghỉ việc trong năm vì đã bước sang tuổi 30.
Sau khi nghỉ việc, cô làm nhân viên lễ tân cho một thẩm mĩ viện.

## Đời tư
Thông tin cá nhân
- Cô sinh ra tại Tokyo. Cô có một phần tư dòng máu là người Ý.[7]
- Đối với cái tên "Jessica", tên đó được chọn bởi chủ tịch công ti khi cô vào ngành, và cô nói "Tôi ghét nó tại thời điểm vào ngành, nhưng bây giờ tôi rất thích nó".[8]
- Sở thích của cô là chơi bowling và kĩ năng đặc biệt của cô là thổi sáo.[2]
- Cô thích đi du lịch một mình và diễn vai một người đàn ông trong Takarazuka Revue.
- Lí do cô làm diễn viên khiêu dâm là vì ban đầu cô hâm mộ Honoka và cô đã thuê băng đĩa của Honoka nhiều lần.
- Cô có một mối quan hệ lâu dài với Furukawa Manami thông qua một nhân viên chương trình truyền hình. Tháng 12/2019, họ quay chung lần đầu trên kênh YouTube "Kaippuchi Gakuen TV" (崖っぷち学園TV) của Furukawa.[9]

### Hoạt động trong Ebisu Muscats
Năm 2009, cô xuất hiện với tư cách là sinh viên năm hai trong chương trình tạp kỹ Onedari!! Muscats của TV Tokyo, trong đó có rất nhiều nữ diễn viên khiêu dâm khác tham gia. 
9/10/2010, cô xuất hiện tư cách đại diện cho Ebisu Muscats trong dự án thử vai "Mecha Ike tìm kiếm thành viên mới trong buổi thử vai ở 4 thành phố lớn" (めちゃイケ新メンバー　全国4大都市オーディション) cho chương trình tạp kỹ Mecha2Iketeru!. 
Năm 2011, cô phát hành đĩa CD "Bên cạnh em" (そばにいてね/ Soba ni ite ne) với Yokoyama Miyuki và Kishi Aino, người cũng xuất hiện trong chương trình Onedari Muscats DX! đã nói ở trên.

### Hoạt động nữ diễn viên khiêu dâm
Cô đã kí 12 hợp đồng với Idea Pocket. Cô xếp thứ nhất trong bảng xếp hạng Idea Pocket hàng tháng vào tháng 9. Cô xếp thứ 3 trong bảng xếp hạng đĩa DVD hàng tháng của DMM vào tháng 9. 7/3/2011, cô nhận giải Livedoor tại Giải thưởng truyền hình phim khiêu dâm SkyPerfecTV! 2011 của SkyPerfecTV!. 
Cô xếp thứ 17 trong cuộc bầu cử khán giả từ ngày 5/1 đến 29/2/2012 về dự án kỉ niệm 30 năm phim khiêu dâm (AV30).